# سيمون أمين
سيمون أمين لاعب كرة قدم سوري سويدي من مواليد 13 نوفمبر عام 1997 يلعب لصالح نادي أوربرو ومنتخب سوريا الأولمبي.

## روابط خارجية
- سيمون أمين على موقع اتحاد السويد (السويدية)
- سيمون أمين على موقع قاعدة بيانات كرة القدم.إي يو (الإنجليزية)
- سيمون أمين على موقع Soccerway.com (الإنجليزية)
- سيمون أمين على موقع كووورة